# Bleach (anime)
 For alternative betydninger, se Bleach. (Se også artikler, som begynder med Bleach)
Bleach (ブリーチ Burīchi, BLEACH) er en japansk manga- og animeserie, skrevet og illustreret af Tite Kubo, som har været i bladet Weekly Shonen Jump siden august 2001. Serien er stadig ikke blevet oversat til dansk.
Bleach følger hovedsageligt Ichigo Kurosaki, en high school elev med evnen til at se spøgelser eller ånder, og en Shinigami (死神, hvilket oversætte til Soul Reaper/Dødsgud) med navnet Rukia Kuchiki. De første dele af historien fokuseres mest på disse karakterer, men efterhånden som historien skrider frem, lærer man flere personer at kende samtidigt med, at man lærer mere om det univers, som serien udspiller sig i.
Serien startes med, at Shinigami'en Rukia Kuchiki pludseligt hopper ind af vinduet til Ichigo Kurosaki's værelse. Forbavset over, at Ichigo er i stand til at se hende, fører de en kort samtale, der dog bliver afbrudt da en Hollow (虚(ホロウ), horō, hvilket er en ond ånd, der lever af at fortære de sjæle, som endnu ikke er gået videre til Sjælenes Verden, Soul Society (尸魂界(ソウル・ソサエティ), Sōru Sosaeti)) pludseligt dukker op. Rukia ender i kamp med denne Hollow og i et forsøg på at beskytte Ichigo bliver hun hårdt såret. Grundet Ichigos store evne til at se ånder, beder hun ham tage halvdelen af hendes kræfter og besejre Hollow'en inden hans familie kommer til skade. Grunden til, at Hollow'en i første omgang dukkede op ved Ichigos families hus var, at folk med stor reiatsu (spirituel energi) ofte tiltrækker denne slags væsener, da de eftersigende skulle smage bedre, når de bliver fortæret. Ichigo kommer dog til at absorbere næsten alle Rukias kræfter, hvorefter han med stor lethed er i stand til at besejre Hollow'en.
Næste dag dukker Rukia uventet op i Ichigos gymnasieklasse, hvor hun fremtræder som et almindeligt menneske, som er synlig for alle andre mennesker, modsat hendes Shinigami-form, hvor kun folk med evner til at se ånder, er i stand til at se hende. Rukia kommer med en teori om, at det var Ichigos ualmindelige styrke, som gjorde, at han var i stand til at absorbere al hendes energi. Rukia har været nødsaget til at bruge en Gigai (義骸, gigai, "Falsk/Midlertidig Krop") indtil hendes kræfter vender tilbage, som også gør, at hun er nødsaget til at blive i Menneskenes Verden, da folk uden spirituel energi ikke kan rejse til Soul Society. Selvom Ichigo stritter meget imod, er han nu nødsaget til at påtage sig rollen som Shinigami i stedet for Rukia og derfor besejre Hollow'er og lede vildfarne sjæle til Soul Society.

## Hovedpersonerne
Ichigo Kurosaki (黒崎 一護, Kurosaki Ichigo) er selve hovedpersonen i Bleach. Den orange-hårede high school junior Ichigo Kurosaki er blevet tvunget til at blive en Soul Reaper-"vikar" (Dødsgud, men mest kendt under navnet Shinigami) efter uvilligt at have absorberet de meste af Rukias kræfter i et forsøg på at redde sin familie fra en såkaldt Hollow, der er menneskesjæle, som er blevet absorberet af det onde og hvis' eneste formål er at dræbe mennesker og trække deres sjæle med ind i Hueco Mundo (Hollow'ernes verden) og omvende dem til Hollows. Hans skeptiske natur får ham først til at nægte pligten som Soul Reaper, men efterhånden som tiden går, accepterer han den, efter at han har opdaget, at hvis han ikke ville kunne rede alle, kan han i det mindste bruge sine kræfter til at beskytte dem tæt på ham. Ichigo er utroligt talentfuld i sit hverv som Shinigami, men højere magter fra Soul Society (Sjælenes verden) har til gengæld sværere ved at acceptere dette og netop dét, bliver anledningen til Ichigos første rejse til Soul Society. Alle Shinigami'er har et sværd, kaldet en Zanpakutou (斬魄刀, zanpakutō), der direkte oversat betyder Sjæle-skærende Sværd. Disse sværd har en ånd tilknyttet sig og for at opnå større kraft skal man kende det's navn. Efter lang træning fandt Ichigo ud af, at navnet på hans Zanpakutou var Zangetsu (斬月), som oversættes til Skærende Måne.
Rukia Kuchiki (朽木 ルキア, Kuchiki Rukia) er en sarkastisk og talentfuld Shinigami, som blev sendt på en Hollow-undersøgelses-mission i Ichigo's hjemby og endte med at redde Ichigo fra en Hollow. Hun er omkring 10 gange ældre end Ichigo, idét folk i Soul Society ældes utroligt langsomt. Kuchiki er navnet på en af Soul Society's mest respekterede og fornemme familier, af hvem hun blev adopteret efter at have levet i Soul Society's slumkvarterer sammen med vennen Renji Abarai. Rukia flytter ind i Ichigo's skab og begynder i hans klasse mens hun lærer ham hvordan han bliver en god Shinigami. Efter Ichigo overtog hendes shinigami-kræfter blev hun tvunget til at blive i Menneskenes Verden, indtil hun fik sine kræfter tilbage, men i mellemtiden udviklede hun nære venskaber med Ichigo og mange af hans klassekammerater. Hun driller ofte Ichigo, dette gør hun blandt andet ved at illustrere sine forklaringer med tegninger, som Ichigo finder utroligt grimme og ellers bare sætte ham i pinlige situationer overfor deres klassekammerater. Senere i serien kommer Rukia i problemer for at have "givet" sine kræfter til Ichigo og dette medfører, at hendes bedste ven, Renji Abarai, og hendes bror, Byakuya Kuchiki, tager til Menneskenes Verden for at hente hende tilbage til Soul Society. Navnet på Rukia's Zanpakutou er Sode no Shirayuki (袖の白雪 eller 袖白雪), som oversættes til Sneens Hvide Ærme.
Kaizou "Kon" Konpaku (改造魂魄, Kaizō Konpaku) er en modificeret og utroligt pigeglad sjæl. Hans fulde navn er Kaizō Konpaku, som på japansk betyder "modificeret sjæl", men Ichigo gav ham øgenavnet/kælenavnet "Kon", for at gøre det nemmere for alle parter. Når Rukia ikke er der til at forvandle Ichigo til en Shinigami (Dødsgud), bruger han de såkaldte modificerede sjæl for at kunne komme ud af sin Gigai (hans krop). Disse sjæle i pilleform er opfundet i Soul Society, som del i nogle eksperimenter med det formål, at skabe perfekte krigere ved at modificere udvalgte sjæle. Hver af disse modificerede sjæle har sine styrker og Kon's specielle egenskab er, at han har en utrolig fart og udholdenhed hvad angår løb. Disse modificerede sjæle blev dog forbudt i Soul Society og stort set alle af denne slags kapsler er blevet tilintetgjort. Når den pille, som Kon's sjæl er indkapslet i bliver indsat i en menneskekrop eller f.eks. dukker, overtager han styringen af vedkommende. På denne måde kan Ichigo være sikker på, at hans krop er i sikkerhed og at ingen kan opdage, at han er væk, mens han er ude og betvinge hollows. Første gang man så ham, overtog han Ichigos krop, fordi han havde ligget på et lager i mange år og derfor nød friheden, men han endte dog på Ichigos side til sidst. Dog var Ichigos vrede ikke ovre endnu og som straf for Kons ulydighed, lagde han pillen i en løve bamse, som ikke vakte den største begejstring hos Kon.
Yasutora "Chad" Sado (茶渡 泰虎, Sado Yasutora) er den store, stille fyr, som har næsten uanet styrke. Dog vil han helst undgå at kæmpe, da han har sværget, at han kun vil bruge sine kræfter til at beskytte de mennesker, som han holder af og ikke til at beskytte sig selv. Dette bunder i, at han som barn tit var oppe og slås og hans bedstefar, Oscor Joaquin De La Rosa, som bliver tiltalt "Abuelo" (hvilket betyder bedstefar på spansk) bad ham lade være og derved blive et bedre menneske. Chad's forældre døde da han var barn og han har derfor boet det meste af sin barndom hos sin bedstefar i Mexico. I starten havde Chad ikke evnen til at se Hollows og sjæle, men kun til at fornemme dem, men efter et storstilet opgør i Menneskenes Verden hvor han så nogle børn blive angrebet af en Hollow, opnåede han den evne samt evnen til at fremkalde et slags rustning, som dækker hans højre arm og gør det muligt for ham at samle reiatsu (sjælekræft, som er kraftigere jo bedre brugeren er) og derved giver ham ekstra slagkraft samt muligheden for at affyre energi fra armen. Yasutora betyder også, når det forkortes til "tora", tiger. Chad er også en af Ichigos klassekammerater.
Orihime Inoue (井上 織姫, Inoue Orihime) er en storbarmede, orange-håret pige, som går i klasse med Ichigo. Orihimes navn betyder også, når det forkortes til "hime", prinsesse. Orihime og Ichigo's forhold bygger på begges relation til en anden klassekammerat Tatsuki Arisawa, som også er Ichigos nabo. Orihime og hendes bror stak af fra deres voldelige forældre i en ung alder og efter broderen døde i et traffikuheld, har Orihime boet alene. Dette er også årsagen til hendes til tider åndsfraværende opførsel og underlige spisevaner. Orihime's bror blev hængende i Menneskenes Verden, som en sjæl, fordi han ikke kunne bære at efterlade Orihime alene, men dette endte med at give bagslag, da han blev opslugt af en Hollow og senerehen blev forvandlet til en. Broderen ønskede at have Orihime hos sig, og prøvede derfor at trække hende med ind i de dødes verden, men takket være Ichigo blev dette forhindret og siden den dag, har Orihime været i stand til at se ånder og Hollows. Hendes specielle kraft består især i healing idét hun efter træning ender med at opnå den mest kraftfulde healende evne, som kan helbrede folk uanset hvor alvorlige deres skader er. Ydermere har hun også kraften til at danne skjold samt lave mere eller mindre svage angreb.
Uryuu Ishida (石田 雨竜, Ishida Uryū) er mønstereleven, som udover altid at være den bedste i sin klasse også er utrolig ferm med nål og tråd. Han er udover det også den sidste overlevende i racen Quincy, som er specielt talentfulde mennesker, som ved hjælp af sjælepartikler er i stand til at forme pile, der affyres med en bue. Quincy'erne dedikerede deres liv til at udrydde Hollows, men i stedet for at sende dem til Soul Society blev de fuldstændigt udryddet, hvilket medførte en ubalance imellem verdenerne, da der altid skal være den samme mængde sjæle i "omløb". Dette gjorde at Shinigami'erne og Quincy'erne blev fjender, selvom de egentligt begge stræbte efter at stoppe Hollow'erne i at dræbe mennesker. Shinigami'erne endte med at stort set udrydde Quincy'erne og dette gjorde også at Ichigo og Uryuus forhold var meget anstrengt i starten, men selvom de bliver allierede med tiden opretholdes deres venligsindede rivalisering stadig.
Renji Abarai (阿散井 恋次, Abarai Renji) er en elite Shinigami og er vice-kaptajn i Soul Societys 6. Division, med Byakuya Kuchiki som hans overordnede, med hvem han konstant prøver at overgå. Renji er tit splittet mellem sin pligt som vice-kaptajn og rollen som ven, men ender som regel med at følge sit hjerte. Han og Rukia voksede op sammen i Soul Society's slumkvarter, Rukongai, hvor de nyankomne sjæle starter deres nye liv under kummerlige forhold. De var del af en gruppe på 5, hvor de tre andre døde under de barske forhold i Rukongai. Rukia og Renji begyndte sammen på skolen for Shinigamier og det var her hvor de blev skilt fra hinanden idét Rukia blev adopteret til Kuchiki-familien. Navnet på Renji's Zanpakutou er Zabimaru (蛇尾丸), hvilket oversættes til Slangehale.
Kisuke Urahara (浦原 喜助, Urahara Kisuke) er ejeren af Urahara Shop'en, som er en sjældent besøg slik-butik, der også sælger forskellige specielle ting til Shinigamier. Han er kendetegnet ved sin meget tilbagelænede attitude, hans grønstribede solhat, der dækker øjnene samt de geta-sandaler han har på. Men bag hans meget rolige facade gemmer der sig stor viden omkring de forskellige verdener samt en utrolig viden omkring Shinigamier og deres evner, som han kender til, pga. at han tidligere var en højtstående shinigami. Han er ydermere opfinder og laver ofte ting til Ichigo og hans venner til at hjælpe dem løse opgaver. Navnet på Kisuke's Zanpakutou er Benihime (紅姫), hvilket oversættes til Blodrød Prinsesse.

## Oversigt over verdenerne
De forskellige verdener eller riger, som serien Bleach beskæftiger sig med minder meget om den opfattelse der findes i mange trosretninger. Den verden som Ichigo og alle andre levende mennesker bor i har store lighedstegn med nutidens Japan. Sjælene kommer i Himlen, som i serien kaldes Soul Society (Sjæle Samfundet) og onde mennesker kommer i Helvede. Når en person i Soul Society dør, bliver de genfødt i Menneskenes Verden og opretholder derfor balancen mellem verdenerne.
Menneskenes Verden: Denne verden har som før nævnt store ligheder med nutidens Japan, især et område i det vestlige Tokyo, kaldet Karakura Town. Det er her Hollow'erne kommer hen for at fange de sjæle, som endnu ikke er kommet videre til Soul Society eller Helvede.
Soul Society: Soul Society (尸魂界(ソウル・ソサエティ), Sōru Sosaeti) er den verden, hvor de døde sjæle, som har levet gode liv kommer hen. Soul Society er delt op i flere forskellige regioner hvor Rukongai (流魂街, oversættes til De Vandrende Sjæles By) er der, hvor alle sjæle ankommer efter deres kroppes død. Denne del er delt op i forskellige zoner, som ud fra deres nummer er mere eller mindre farlige. Denne verden har store ligheder med resten af Japan og styres også af en slags "konge" der styrer landet ved hjælp af de 13 forskellige Soul Society Beskyttelses-divisioner, også kendt som Gotei 13 (護廷十三隊, goteijūsantai). Alle højerestående personer, hvilket også inkluderer Shinigami'erne, bor i den del af Soul Society, der hedder Seireitei (瀞霊廷, oversættes til De Rene Sjæles Have). Området bliver beskyttet af en omsluttende barriere samt en kæmpe mur, som gør det stort set umuligt at trænge ind. Da folk i Soul Society ældes utroligt langsomt er det ikke ualmindeligt at folk bliver flere århundreder gamle og det er ydermere også muligt at få børn her, ligesom i Menneskenes Verden.
Hueco Mundo: Hueco Mundo (虚圏(ウェコムンド), Weko Mundo, også kaldet Hollow'ernes Verden) er den del af Bleach-universet, i en dimension mellem Menneskenes Verden og Soul Society, hvor Hollow'erne opholder sig, når de ikke er ude og jage mennesker. Det er umuligt at opspore Hollows, som opholder sig gemt i Hueco Mundo. Dette rige ligner til forveksling en gold ørken hvor der er evig nat og den sparsomme vegetation, der er at finde i denne verden består af krystal og selvom der er skyer, er der intet vand at spore nogen steder. Måden hvorpå Hollow'erne rejser fra verden til verden, foregår ved at de river hul i laget mellem deres og den verden de gerne vil rejse til. Det er også i denne verden, hvor menneskesjæle bliver omvendt til Hollows.
For at de forskellige personer i Bleach kan rejse mellem verdenerne, tager de mange forskellige metoder i brug. Den mest gængse for Shinigami'erne er ved brug af deres Zanpakutou. Når Shinigami'erne hjælper sjæle videre til Soul Society bliver disse sjæle omdannet til såkaldte Helvedes-sommerfugle (地獄蝶, jigoku-chō), som gør rejsen sikker for Shinigami'erne. Menneskesjæle rejser som regel kun mellem Soul Society og Menneskenes Verden ved fødslen eller ved når de bliver transformeret til Helvedes-sommerfugle af Shinigami'ernes sjæle-begravelse. Almindelige levende mennesker kan også rejse til Soul Society, men dette er som regel ad usikre veje, ved hjælp af portaler. Selvom Hollow'erne kan rejse mellem verdenerne bare ved at rive hul i "lagene" foretrækker de som regel at blive i Hueco Mundo, da Shinigami'erne har let ved at opdage dem hvis de bevæger sig udenfor. Denne rejsen mellem verdener samt møderne imellem forskellige væsner er en af de drivende kræfter i seriens plot.

## Forskellige karakter-typer
Mennesker: Menneskene i Bleach har mange ligheder med de, som bor i det moderne Japan i dag. De fleste er ikke i stand til hverken at fornemme eller se ånder. Ånder kan dog "bosætte sig" i kunstige menneskekroppe, hvilket kaldes en Gigai. Denne Gigai er synlig for alle og ligner almindelige mennesker. Dog optræder der spirituelle evner i forskellige udstrakte grader hos en ud af 50.000 mennesker, som i de fleste tilfælde bare gør dem i stand til at fornemme ånder. Disse mennesker kaldes for et medium. Kun en tredjedel af disse er i stand til af se ånderne tydeligt og igen er det kun de stærkeste af denne tredjedel, som er i stand til kommunikere og røre ånder. Meget få specielle mennesker har evnen til både at se og slås med ånderne. Dog kan almindelige mennesker opnå evnen til at samvirke med ånder, ved at være i nærheden af en stor mængde spirituel energi.
Plus-sjæle: Sjælene fra døde, som mens de var i live var gode mennesker, kendetegnes som Plus-sjæle. De kendetegnes oftest ved at have en kæde (som også betegnes som Skæbnens Kæde (因果の鎖, inga no kusari)) fæstnet til deres brystkasse, hvilket binder dem til en bestemt lokalitet, person eller ting, som de var tæt knyttet til mens de var i live. Hvis denne kæde brydes, kan de frit bevæge sig rundt i Menneskenes Verden, men så snart kæden brydes begynder den også at gå i opløsning og korrodere. Normalt sendes disse Plus-sjæle til Soul Society af en Shinigami, som med enden af sin Zanpakutou udfører et ritual der kaldes Sjælebegravelse (魂葬, konsō), inden kæden er helt forsvundet. Det hænder dog, at denne kæde når at korrodere helt inden der er foretaget et Sjælebegravelses-ritual og dette medfører, at der kommer et stort hul midt i brystet på den pågældende sjæl omkring det sted, hvor kæden før var lokaliseret. Disse sjæle bliver med tiden drevet til vandvid og bliver transformeret til onde ånder i form af Hollows.
Dødsguder eller Shinigami'er: Shinigami'erne lever i Soul Society, hvor de sørger for at balancen mellem de forskellige verdener opretholdes ved at guide de dødes sjæle videre. De er sjæle fra folk, som er døde og er blevet sendt videre til Soul Society, hvor de gennem mange års hård træning har opnået rangen som Dødsguder. Ligesom det i Menneskenes Verden ikke er normalt at være et såkaldt medium, er det heller ikke alle i Soul Society, som har evnerne og derved også nok spirituel energi til at opnå rangen som Shinigami. Shinigami'er udvælges til at tage deres uddannelse på Shinigami Akademiet af overhoveder fra Soul Societys adelige familier såsom f.eks. Byakuya Kuchiki. De kan ikke ses af almindelige mennesker ligesom alle andre ånder og udfører derfor oftest deres arbejde i Menneskenes Verden helt uset af almindelige folk. Shinigami'erne bruger deres Zanpakutou (Sjæle-skærende Sværd), hvilket er enestående og forskellig fra Shinigami til Shinigami. Dette bruges normalt kun til at udføre Sjælebegravelses-ritualet, men er også yderst brugbart i kampe mod Hollows såvel som andre fjender, der truer Soul Societys sikkerhed.
En gruppe af Shinigami'er kaldet Vizards, har været i stand til at opnå Hollow-kræfter ved brug af forbudte teknikker. De er kendetegnet ved deres menneskelignende form, og en aftagelig Hollow-maske, der som regel kun dækker dele af deres ansigt.
Hollow'er: Tidligere sjæle fra almindelige mennesker, som enten på grund af ondskabsfulde handlinger i livet eller som følge af fuldstændig korrosion af deres Skæbne Kæde. Hollow'erne er de største og mest centrale modstandere i serien. De lever i en verden kalder Hueco Mundo (spansk, oversættes til Hollow'ernes Verden), som består af vidtstrakte, golde ørkener og bare klippelandskaber. Ved at rive hul i laget mellem dimensionerne, er de i stand til at rejse til Menneskenes Verden, hvor de fortærer sjæle og levende med høj spirituel energi. Disse væsener har forskellige egenskaber og styrke, hvor største delen dog kan besejres af almindelige Shinigami'er, findes der også nogle Hollow'er, som har overgået selv de bedste elite-Shinigami i styrke. Udseendet varierer også fra Hollow til Hollow, men de kan dog altid genkendes ved deres hvide masker og store huller i brystkassen.
Nogle Hollow'er har dog slået deres maske delvist i stykker, som giver dem mulighed for til dels at abstrahere fra deres vandvid og endda i nogle tilfælde tage menneskelig form, som også gør dem i stand til at opnå Shinigami-kræfter. Denne gruppe kaldes for Arrancar, og fremkommer sjældent.
Quincy: Quincy'erne er en gruppe af mennesker med spirituel bevidsthed, med evnen til at manipulere og komprimere spirituel energi og affyre den i form af en pil ved hjælp af forskellige Quincy-remedier, som oftest har form som buer. Quincy'erne er en stolt klan, som på grund af deres stærke tro på retfærdighed også prøver at udrydde Hollows og derved undgå, at de gør uskyldige fortræd. Dog er der en forskel fra Shinigami'erne, som ved hjælp af deres Sjælebegravelses-ritual sender Hollow'ernes sjæle videre til enten Soul Society eller Helvede alt efter om det er gode eller onde sjæle, hvorimod Quincy'erne fuldstændigt udrydder Hollow'erne, hvilket medfører en ubalance imellem verdenerne, som i sidste ende ville kunne føre til verdens undergang. Denne egenskab hos Quincy'erne har også medført den store fjendtlighed mellem dem og Shinigamierne, da sidstnævnte i et storstilet forsøg på at udrydde alle Quincy'er (omkring 200 år inden seriens plot), næsten fik udryddet Quincy-klanen, for at undgå verdens undergang. Mindst to Quincy'er lever dog stadig (Uryuu Ishida og hans far Ryuuken Ishida). 
Kunstige Sjæle: Kunstige sjæle er også kendt som Modificerede Sjæle, hvilket er en kunstigt fremstillet sjæl på pilleform, som Shinigami'ernes Teknologiske Institut har udviklet og masseproduceret. Der er gennem tiderne blevet udført mange eksperimenter med yderligere at give disse piller egenskaber, disse eksperimenter kaldes for Modificerede Sjæle, og gjorde sjælene mere brugbare i kamp, ved at de kunne sættes i sjæleløse menneskekroppe og bekæmpe f.eks. Hollows. Forsøgene blev dog lukket ned, grundet deres uforudsigelighed og manglende kontrol samt det etiske aspekt i at lade døde folks kroppe kæmpe. Alle disse Modificerede Sjæle-piller blev beordret destrueret. Der findes kun én Modificeret Sjæl, som overlevede i Bleach-mangaen (Kaizou "Kon" Konpaku), men der findes yderligere tre i Bleach-animen (Ririn, Cloud og Nova) som Kisuke Urahara har opfundet. De normale, Kunstige Sjæle-piller, bruges af Shinigami'er, som er i Menneskenes Verden og skal ud af deres Gigai samtidigt med, at de har brug for en, til at passe på deres midlertidige krop, mens de udfører deres arbejde. Pillerne sluges simpelthen og tvinger Shinigami'ens sjæl ud af den falske krop og giver kroppen en midlertidig personlighed, så ingen opdager, at personen er væk.
Bounto: Bounto'erne findes kun i anime-serien, og er betegnelsen for en gruppe af mennesker med høj spirituel energi og specielle kræfter. De blev skabt af en Shinigami videnskabskvinde kaldet Ran'Tao. Dette eksperiment gik ud på at finde en måde, hvorpå Shinigami'erne kunne leve evigt. Det gik dog galt og eksperimentet eksploderede og spredte Bounto'erne ud over Menneskenes Verden, hvor de hurtigt blev stemplet som outsidere. Da Shinigami Rådet opdagede dette, bestemte de sig for at udrydde Bounto'erne. Kun få overlevede og af disse blev mange fortæret af Hollow'er, hvilket kun efterlod de stærkeste tilbage. Bounto'ernes liv er uendeligt, så længe de fortærer sjæle fra andre mennesker. Bounto'erne lavede oprindeligt en pagt, som bestod i, at de kun måtte fortære sjæle fra de mennesker, som alligevel skulle dø, men de sidste overlevende i klanen valgte at tilsidesætte denne pagt ved at suge livet ud af helt raske, levende mennesker, for at få mere styrke. Hver Bounto har deres egen "dukke", med hver sin specielle evne og personlighed. Denne dukke bruges også hovedsageligt som deres kampteknik og jo mere styrke Bounto'erne selv optager, jo stærkere bliver dukken. Så snart dukken dør, dør brugeren også og visa versa.
Arrancar Arrancar er Aizen's (tidligere kaptain for 5. enhed i gotei 13) "håndlangere". De er tidligere hollow'er, hvis maske er blevet ødelagt. Aizen laver arrancar ved hjælp af kyoraku. På et tidspunkt ser man Aizen lave en arrancar, Wonderweiss. Der er forskellige "slags" arrancar. Der er Espada'en som består af de ti stærkeste arrancar i hele Las Noches, som er Aizens slot i Hueco Mundo. De har deres Espada-nummer tatoveret et sted på kroppen, og de har retten til at have deres egen Fraccion, en slags hær. Så er der Ex-Espada'erne, som er de tidligere Espada-medlemmer, der er blevet skrottet til fordel for nogle stærkere Arrancar. Til sidst er der alle de andre arrancar. Dem ser man for det meste ikke, eftersom det mest er Espada'en, Ex-Espada'er og Fraccion der kæmper. De ses mest som tjenere. Arrancar har også Zanpakutou, men deres er meget anderledes end Shinigami'ernes. Deres "frie" (på engelsk released) Zanpakutou, kaldes Resurrecion, og forvandler dem til kæmpestore monstre. Deres Resurrecion ligner for det meste navnet på deres Zanpakutou, forstået på den måde at der f.eks. er en af Barragan, Espada no. 2's fraccion, hvis sværd hedder noget med "Mammut" og hans Resurrecion forvandler ham til noget der ligner en grøn mammut. Arrancar kan kendes på at de (hvis de er under Aizen's kommando) har en hvid dragt på, som alle arrancar bærer, et Hollow-hul et eller andet sted på kroppen, og en ødelagt Hollow-maske.